# Гренбі (Вермонт)
Гренбі (англ. Granby) — місто (англ. town) в США, в окрузі Ессекс штату Вермонт. Населення — 81 особа (2020).

## Демографія
Згідно з переписом 2010 року, у місті мешкало 88 осіб у 43 домогосподарствах у складі 28 родин. Було 88 помешкань
Расовий склад населення:
| - 95,5 % — білих - 1,1 % — чорних або афроамериканців |

До двох чи більше рас належало 3,4 %. Частка іспаномовних становила 0,0 % від усіх жителів.
За віковим діапазоном населення розподілялося таким чином: 12,5 % — особи молодші 18 років, 62,5 % — особи у віці 18—64 років, 25,0 % — особи у віці 65 років та старші. Медіана віку мешканця становила 51,3 року. На 100 осіб жіночої статі у місті припадало 95,6 чоловіків;  на 100 жінок у віці від 18 років та старших — 97,4 чоловіків також старших 18 років.
Середній дохід на одне домашнє господарство  становив 76 873 долари США (медіана — 33 125), а середній дохід на одну сім'ю — 96 879 доларів (медіана — 43 750). За межею бідності перебувало 1,9 % осіб, у тому числі 0,0 % дітей у віці до 18 років та 0,0 % осіб у віці 65 років та старших.
Цивільне працевлаштоване населення становило 47 осіб. Основні галузі зайнятості: роздрібна торгівля — 23,4 %, виробництво — 21,3 %, транспорт — 12,8 %, науковці, спеціалісти, менеджери — 12,8 %.